# Le Beulay
Le Beulay é uma comuna francesa na região administrativa de Grande Leste, no departamento de Vosges. Estende-se por uma área de 2,4 km². Em 2010 a comuna tinha 101 habitantes (densidade: 42,1 hab./km²).